# 行列指数関数
線型代数学における行列の指数関数（ぎょうれつのしすうかんすう、英語: matrix exponential; 行列乗）は、正方行列に対して定義される行列値関数で、通常の（実または複素変数の）指数関数に対応するものである。より抽象的には、行列リー群とその行列リー代数の間の対応関係（指数写像）を行列の指数函数が記述する。
n次 実または複素正方行列 X の指数関数 eX または exp(X) は、冪級数
{\displaystyle e^{X}=\textstyle \sum \limits _{k=0}^{\infty }{\dfrac {1}{k!}}X^{k}}
で定義される n次正方行列である。この級数は任意の X に対して収束するから、行列 X の指数関数は well-defined である。
X が 1次正方行列のとき、X乗 eX は 1次正方行列であり、その唯一の成分は X の唯一の成分に対する通常の指数関数に一致する。これらはしばしば同一視される。この意味において行列の指数函数は、通常の指数函数の一般化である。

## 性質
X, Y を n次複素正方行列、a, b を複素数とし、n次単位行列を I、n次正方零行列を O でそれぞれ表すことにする。また、X の転置を XT、共役転置を X* と表すことにする。行列の指数関数は以下の性質を満たす：
- eO = I
- eaXebX = e(a+b)X
- eXe−X = I
- XY = YX ならば eXeY = eYeX = e(X+Y).
- Y が正則ならば eYXY−1 = YeXY−1.
- exp(XT) = (exp X)T. このことから X が対称行列ならばその行列乗 eX もまた対称であり、X が歪対称であるなら eX は直交行列になる。
- exp(X*) = (exp X)*. このことから X がエルミートならば eX もまたエルミートであり、X が歪エルミートならば eX はユニタリ行列になる。

### 線型微分方程式
行列の指数関数が重要であることの一つの理由として、常微分方程式系の解を求める際に使うことができることが挙げられる。以下の方程式
{\displaystyle {\frac {d}{dt}}y(t)=Ay(t),\quad y(0)=y_{0}}
の解は、A を定行列として、次のように与えられる。
{\displaystyle y(t)=e^{At}y_{0}}
行列の指数関数はまた以下の様な非等質微分方程式に対しても有効である。
{\displaystyle {\frac {d}{dt}}y(t)=Ay(t)+z(t),\quad y(0)=y_{0}}
A' が定行列でないとき、
{\displaystyle {\frac {d}{dt}}y(t)=A(t)\,y(t),\quad y(0)=y_{0}}
の形の微分方程式は解を閉じた形の式として陽に表すことはできないが、マグヌス級数が無限和の形で解を与える。

### 和に対する指数函数
実数（あるいはスカラー）x, y について、通常の指数関数が ex+y = exey を満たすことはよく知られている。同じことは可換な行列に対しても成り立つ。即ち、行列 X, Y が交換可能（XY = YX）ならば
{\displaystyle e^{X+Y}=e^{X}e^{Y}}
が成り立つ。しかし可換でない行列については上記の関係は成り立たない。この場合、ベイカー＝キャンベル＝ハウスドルフの公式が eX+Y の計算に利用できる。
逆は一般には成り立たない。即ち、等式 eX+Y = eXeY は X と Y が可換であることを意味しない。
エルミート行列について、行列指数関数の跡に関係する2つの注目すべき定理を挙げる。ゴールデン–トンプソン不等式 は以下の定理である。
定理 (Golden–Thompson)
A, H がエルミートであるとき、次の不等式が成り立つ。
{\displaystyle \operatorname {tr} \exp(A+H)\leq \operatorname {tr} (\exp(A)\exp(H)).}
ここで可換性は要求されないことに注意する。
ゴールデン–トンプソン不等式を 3つの行列に対するものに拡張できないことを示す反例が知られている。そもそもエルミート行列 A, B, C に対して tr(exp(A)exp(B)exp(C)) が実になること自体が保証されないのだが、次に示すリーブの定理（エリオット・リーブに因む）はある意味でそのような保証を与える：
定理 (Lieb)
固定されたエルミート行列 H について、関数
{\displaystyle f(A)=\operatorname {tr} \,\exp \left(H+\log A\right)}
は正定値行列錐上の凹関数である。

### 指数写像
複素行列の指数関数が常に正則行列であるということに注意する（eX の逆行列は e−X によって与えられる）。これは複素変数の指数関数が常に零でないことに対応する事実である。ゆえに、行列の指数関数 n次正方行列の全体の成す空間から n次元の一般線型群（n次正則行列の群）への写像
{\displaystyle \exp \colon M_{n}(\mathbb {C} )\to \mathrm {GL} (n,\mathbb {C} )}
を定めている。実は、この写像は全射、すなわちどんな正則行列も何らかの行列乗として書くことができる（ここで実数体 R でなく複素数体 C 上で考えることが本質的に利いてくる）。
2つの行列 X, Y について
{\displaystyle \|e^{X+Y}-e^{X}\|\leq \|Y\|e^{\|X\|}e^{\|Y\|}}
が成り立つ。ここで || · || は任意の行列ノルムである。ここから、指数写像はコンパクト部分集合 Mn(C) 上で連続かつリプシッツ連続であることが従う。
写像
{\displaystyle t\mapsto e^{tX}\quad (t\in \mathbb {R} )}
は t = 0 で単位元を通る、一般線型群内の滑らかな曲線を定義する。実は
{\displaystyle e^{tX}e^{sX}=e^{(t+s)X}}
が成り立つから、これらは一般線型群の1パラメータ部分群を与えている。
この曲線の t 上の微分係数（あるいは接ベクトル）は
で与えられる。t = 0 での微分係数はまさに行列 X であり、これはつまり X がこの一径数部分群を生成することを示している。
より一般に、t に依存する生成的指数 X(t) に対して
{\displaystyle {\frac {d}{dt}}e^{X(t)}=\int _{0}^{1}e^{\alpha X(t)}{\frac {dX(t)}{dt}}e^{(1-\alpha )X(t)}\,d\alpha }
となる。右辺の eX(t) を積分記号の外へ出して、残った被積分関数をアダマールの補題を使って展開すれば、以下の有用な行列乗の微分係数の表示
{\displaystyle \left({\frac {d}{dt}}e^{X(t)}\right)e^{-X(t)}={\frac {d}{dt}}X(t)+{\frac {1}{2!}}[X(t),{\frac {d}{dt}}X(t)]+{\frac {1}{3!}}[X(t),[X(t),{\frac {d}{dt}}X(t)]]+\dotsb }
が得られる。この式における係数はもとの指数函数の成分に現れているものとは異なることに注意せよ。また閉じた形の式は指数写像の微分を参照。

### 行列の指数関数の行列式
ヤコビの公式から、任意の複素正方行列について次のトレース恒等式が成り立つ：
{\displaystyle \det(e^{A})=e^{\operatorname {tr} (A)}~.}
計算に役立つだけでなく、上記の等式の右辺は常に非零であるから、左辺の行列式は非零 det(eA) ≠ 0 であり、したがって行列指数関数 eA は常に正則であることが分かる。
実行列の場合、上記の公式から写像
{\displaystyle \exp \colon M_{n}(\mathbb {R} )\to \mathrm {GL} (n,\mathbb {R} )}
が全射ではないことも分かる。なぜならば、実行列について公式の右辺は常に正であるが、行列式が負の正則行列は存在するからである。このことは先に触れた複素行列の場合とは対照的である。

## 指数函数の計算
一般の行列乗の計算を確度と精度を以って行うことは非常に難しく、現在においても数学、特に数値解析において重要な研究トピックの一つである。MATLABやGNU Octaveはパデ近似を使っている。
いくつかの行列のクラスに関しては、比較的容易に計算ができる。

### 対角行列の場合
対角行列
{\displaystyle A={\begin{bmatrix}a_{1}&0&\cdots &0\\0&a_{2}&\cdots &0\\\vdots &\vdots &\ddots &\vdots \\0&0&\cdots &a_{n}\end{bmatrix}}}
に対して、行列 A乗は単に主対角成分のそれぞれを肩に載せた
{\displaystyle e^{A}={\begin{bmatrix}e^{a_{1}}&0&\cdots &0\\0&e^{a_{2}}&\cdots &0\\\vdots &\vdots &\ddots &\vdots \\0&0&\cdots &e^{a_{n}}\end{bmatrix}}}
で与えられる。これは対角行列同士の行列の積は単に成分ごとの積に等しいということからの帰結である。特に通常の指数函数は「一次元」の場合の対角行列の指数函数とみなせる。
これを利用すれば対角化可能行列乗も計算できる。つまり A = UDU−1 かつ D が対角行列ならば
eA = UeDU−1
である。シルベスターの公式を応用しても同じ結果が得られる。

### 正射影行列の場合
考える行列が射影行列ならば、これは冪等だから、行列乗は
eP = I + (e − 1)P
となることが指数函数の定義より容易に分かる。実際、冪等性により Pk = P(k ≥ 1) だから、
{\displaystyle e^{P}=I+\textstyle \sum \limits _{k=1}^{\infty }{\dfrac {P^{k}}{k!}}=I+\left(\sum \limits _{k=1}^{\infty }{\dfrac {1}{k!}}\right)P=I+(e-1)P}
である。

### 冪零行列の場合
冪零行列 N は適当な正整数 q に対して Nq = 0 を満たす。N乗 eN は指数函数の定義級数から直接に
{\displaystyle e^{N}=I+N+{\frac {1}{2}}N^{2}+{\frac {1}{6}}N^{3}+\cdots +{\frac {1}{(q-1)!}}N^{q-1}}
と計算できる（級数は有限項で終わる）。

### より一般の場合
行列 X に対してその最小多項式が一次式の積に分解されるとき、行列 X は
{\displaystyle X=A+N}
- A：対角化可能
- N：冪零
- A と N は可換 (AN = NA)

なる形に書くことができる（ジョルダン分解）。このとき X乗の計算は
{\displaystyle e^{X}=e^{A+N}=e^{A}e^{N}}
により、先の対角化可能行列および冪零行列の計算に帰着される。後の等号で A と N との可換性が必要であることに注意せよ。
同様の方法は、代数閉体上の行列に対してジョルダン標準形を取ることで与えられる。即ち J が X のジョルダン標準形で X = PJP−1 と書くとき、
{\displaystyle e^{X}=Pe^{J}P^{-1}}
である。ジョルダン細胞の直和として
{\displaystyle J=J_{a_{1}}(\lambda _{1})\oplus J_{a_{2}}(\lambda _{2})\oplus \cdots \oplus J_{a_{n}}(\lambda _{n}),}
と書けば、
{\displaystyle {\begin{aligned}e^{J}&=\exp {\big (}J_{a_{1}}(\lambda _{1})\oplus J_{a_{2}}(\lambda _{2})\oplus \cdots \oplus J_{a_{n}}(\lambda _{n}){\big )}\\&=\exp {\big (}J_{a_{1}}(\lambda _{1}){\big )}\oplus \exp {\big (}J_{a_{2}}(\lambda _{2}){\big )}\oplus \cdots \oplus \exp {\big (}J_{a_{k}}(\lambda _{k}){\big )}.\end{aligned}}}
となるから、後はジョルダン細胞乗が計算できればよい。各ジョルダン細胞は特別な形をした冪零行列 N を用いて
{\displaystyle J_{a}(\lambda )=\lambda I+N}
なる形に書けるのだから、
{\displaystyle e^{\lambda I+N}=e^{\lambda }e^{N}}
が得られる。

### ローラン級数による評価
ケイリー・ハミルトンの定理を考えれば、n次正方行列乗はその行列の高々次数 n − 1 の多項式として表示できるはずである。
非零な一変数多項式 P および Qt は P(A) = 0 なるものとする。有理型函数
{\displaystyle f(z)={\frac {e^{tz}-Q_{t}(z)}{P(z)}}}
が整函数ならば
{\displaystyle e^{tA}=Q_{t}(A)}
が成り立つ。これを示すには上記等式において P(z) を掛けて z を A で置き換えればよい。
さてこのような多項式 Qt(z) は以下のように見つけることができる（シルベスターの公式参照）。a は P の根として、  Qa,t(z) は P に f の a におけるローラン級数の主要部を掛けることで得られる。これは関連するフロベニウス共変行列に比例する。a が P の根を亙るときの Qa,t 全ての和 St が所期の Qt として取れる。他全ての Qt は St(z) に P の定数倍を加えることで得られる。特に、ラグランジュ–シルヴェスター多項式 St(z) は P より次数が低くなる唯一の Qt である。

## 行列の行列乗
行列の指数函数と行列の対数函数が既知であるならば、正規かつ正則な n次正方行列 X と n次複素正方行列 Y に対して、行列の行列乗 (matrix-matrix exponential)を
{\displaystyle {\begin{aligned}X^{Y}&=e^{\log(X)\cdot Y},\\\!{}^{Y}\!\!X\,&=e^{Y\cdot \log(X)}\end{aligned}}}
と定義することができる。ここに、行列の乗法は非可換であるから、行列の行列乗も左冪 YX と右冪 XY の別が生じることに注意せよ。さらに言えば、
- X が正規かつ正則ならば、XY と YX は固有値集合が一致する。
- X が正規かつ正則で、Y が正規であり、かつ XY = YX が成り立つならば、XY = YX が成り立つ。
- X が正規かつ正則で、X, Y, Z がどの2つも可換ならば、XY+Z = XY⋅XZ, Y+ZX = YX⋅ZX が成り立つ。

## 応用
連立常微分方程式の数値解法であるexponential integratorの研究においては、行列指数関数は重要視されている。